# Lluïsa Albertina de Leiningen-Dagsburg-Falkenburg
Lluïsa Albertina de Leiningen-Dagsburg-Falkenburg, va néixer a la ciutat alemanya d'Obrigheim el 16 de març de 1729 i va morir l'11 de març de 1818 a Neustrelitz. Era filla del comte Cristià Carles Reinhard de Leininger-Dagsburg (1695-1766) i de la comtessa Caterina Polyxena de Solms-Rodelheim (1702-1765). Va ser l'àvia, i educadora de Lluïsa de Mecklenburg que després seria la reina de Prússia.

## Matrimoni i fills
El 16 de març de 1748 es va casar a Heidenheim amb el príncep Jordi Guillem de Hessen-Darmstadt, fill del landgravi Lluís VIII de Hessen-Darmstadt i de Carlota de Hanau-Lichtenberg, i germà del landgravi Lluís IX de Hessen-Darmstadt. El matrimoni va tenir nou fills:
- Lluís Jordi (1749-1823)
- Jordi Frederic (1750)
- Frederica (1752-1782), casada amb el Gran Duc Carles II de Mecklenburg-Strelitz (1741-1816).
- Jordi Carles (1754-1830)
- Carlota Guillemina (1755-1785), casada amb el seu cunyat el Gran Duc Carles II, en morir la seva germana Frederica amb qui s'havia casat primer.
- Carles Guillem (1757-1797)
- Frederic Jordi (1759-1808)
- Lluïsa Enriqueta (1761-1829), casada amb Gran Duc Lluís I de Hessen-Darmstadt
- Augusta Guillemina de Hessen-Darmstadt (1765-1796), casada amb el rei Maximilià I de Baviera